# Urjala
Urjala (Zweeds: Urdiala) is een gemeente in de Finse provincie West-Finland en in de Finse regio Pirkanmaa. De gemeente heeft een landoppervlakte van 475,53 km² en telt 4.569 inwoners (2022).

## Geboren in Urjala
- Pentti Larvo (1906-1954), voetballer
- Väinö Linna (1920-1992), schrijver

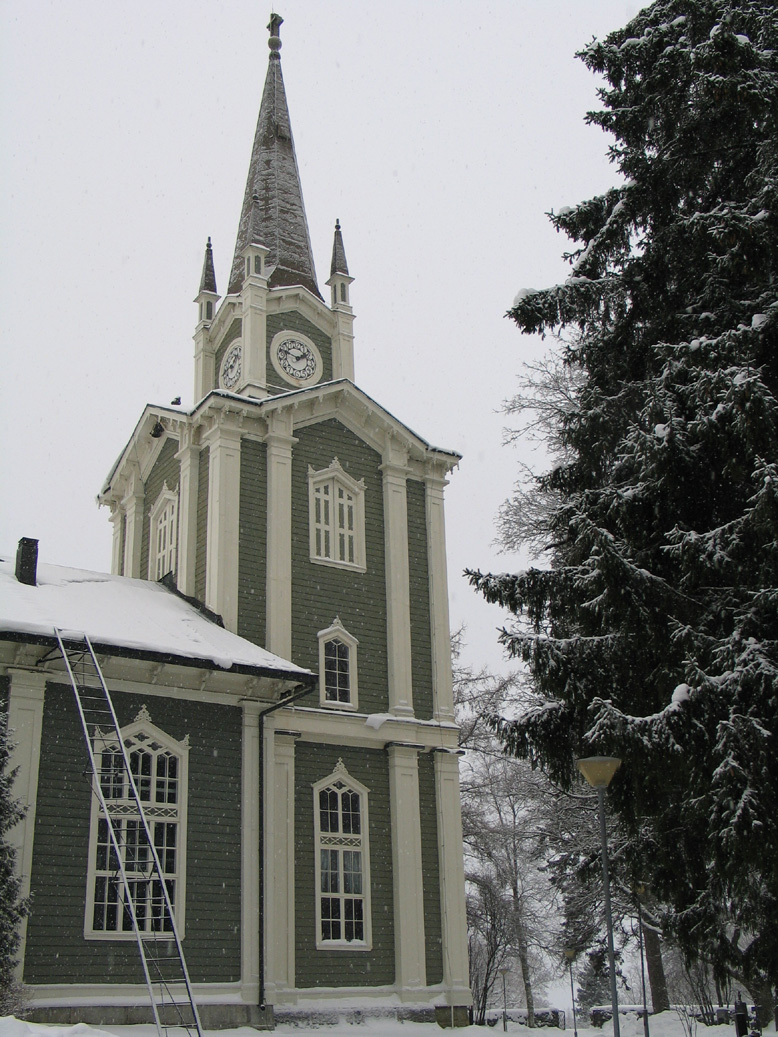